# Mc K
mc K(1979년 9월 21일 ~ )는 대한민국의 가수이다. 1998년에 김화랑이라는 이름으로 R&B 가수로 데뷔하였으며, 현재 우연석과 함께 메인스트림의 멤버로 활동하고 있다.

## 음반
- 《화랑 (花郞)》 (1998년)
- 《Chapter 0-Chaos》 (2003년)

메인스트림
- 《Just Starting…》 (2007년)
- 《Main Stream》 (2007년)
- 《Drinks Up》 (2011년)

### 참여 음반
- 《데드피 - Undisputed》 (2004년)
  - 〈길 위의 빛 (Feat. mc K)〉
- 《Double Deep - 첫 번째 아이》 (2005년)
  - 〈One Rainy Day (Feat. mc K)〉
  - 〈어린아이 이야기 (Feat. mc K)〉
- 《하현곤 팩토리 - Lady》 (2010년)
  - 〈그녀를 지켜주세요 (Feat. mc K, Rich)〉
- 《Black Strike - Mic Goes On》 (2011년)
  - 〈버릇처럼 (Feat. mc K, TEBY)〉

## 수상
- 미국 전미 한인 가요제 대상 (1996년)

## 인간 관계
힙합 가수 TEBY와 이글 파이브의 멤버였던 Rich, 심재원과 절친한 관계이다.